# Deontología profesional periodística en España
Este artículo analiza la evolución de la deontológia profesional en el periodismo en España durante el último siglo.

## Historia
La victoria franquista implantó una severísima Ley de Prensa, vigente hasta el año 1966, que determinaba que todo libro o publicación debía pasar, antes de ser impresa para consumo público, por los censores. El miedo de los franquistas les llevó a censurar tan a lo loco que llegaron a cometer incongruencias varias (en la película Mogambo, para ocultar un adulterio se simula un incesto). El único medio no sometido a la censura es RNE. Todas las emisoras de radio estaban obligadas a conectar dos veces diarias para difundir el parte de RNE. La Ser fue la cadena que rompió con esta norma, sin consentimiento previo del ejecutivo, una vez muerto Franco, impartiendo su propio informativo.Hasta 1975 tuvo que esperar España para recuperar un sistema democrático que evitara el control exagerado sobre los medios de comunicación, aunque si bien es cierto, se puede hablar de algún que otro tímido avance durante esos años.
Uno de los avances más destacable en este tema fue la famosa "Ley Fraga", aprobada el 15 de marzo de 1966 por el Pleno de las Cortes con sólo tres votos en contra, se fraguó la Ley de Prensa e Imprenta, conocida como «Ley Fraga». Una Ley de Prensa, que tomó el nombre de su creador, Manuel Fraga Iribarne, y que supuso cierta apertura del sistema informativo español. De esta forma, los periódicos y los medios de comunicación en general, pudieron aumentar el número de temas a tratar, pudiendo ser así más variados y con una mentalidad un poco más abierta, aunque seguía siendo muy importante el control del régimen. La "Ley Fraga" entre otras cosas, ayudó a la prensa de propiedad privada a alcanzar mayor protagonismo. Es una nueva Ley de Prensa e Imprenta avalada por el subsecretario del gobierno, en ese momento Pío Cabanillas Gallas. Esta ley establecía numerosas limitaciones:
- Respeto a la verdad y a la moral
- Acatamiento de la Ley del Movimiento Nacional así como de las Leyes Fundamentales
- No ir contra las exigencias de la defensa nacional, la seguridad del Estado y el mantenimiento del orden público
- Respetar a las instituciones militares y a las personas con cargos políticos
- Respetar la independencia de los tribunales
- Salvaguardar el honor y la dignidad familiar

El 12 de febrero de 1978, la Constitución es aprobada en el parlamento, garantizando las libertades, concretamente la de prensa.
Las consecuencias también se observaron en España en torno a los primeros años de la década de los 80. En los diarios españoles el informe McBride provocó una reflexión manifiesta tanto en medios públicos como privados.
Esta reflexión, debemos tener en cuenta, sólo es posible tras la muerte de Franco. Josep Lluís Gómez Mompart, catedrático de la Universidad Autónoma de Barcelona, establece tres grandes etapas del periodismo español:

### 1975 – 1982
Se trata de una etapa de transición en la que la función del periodismo es eminentemente pedagógica. Esto se observa en la expresión "Parlamento de Papel": lo que no se debatía en un Parlamento que no existía se debatía en los periódicos. Los medios, y sobre todo los periódicos, fueron los que empezaron a hacer reflexiones sobre la necesidad de dar lugar a un cambio. Aparece la FAPE y nuevas asociaciones periodísticas.
También se planteó qué hacer con los medios del Movimiento, totalmente intervenidos, empresas deficitarias y con un contenido partidario del Régimen. Se plantea así la necesidad de instaurar medios libres que fueran reflejo de la democracia, que estaba a punto de llegar, y fomentar así una prensa independiente y ajena al Gobierno: la sociedad ha de tener una prensa libre, para ello había que desmantelar la prensa del Movimiento y formar una prensa independiente que asumiera su responsabilidad de convertirse en un servicio social.

### 1982 – 1989
Se redacta y se aprueba la Constitución española. En el debate se incluye también el artículo 20 relacionado con el mundo de la información. En 1971 y 1972 surgen en España las primeras escuelas de periodismo, y es en esta segunda etapa cuando acceden los primeros licenciados al mercado laboral.
Se instaura una formación universitaria, con libertad de cátedra, inmersa en la rama de Ciencias Sociales. Tras la formación de las primeras asociaciones de profesionales del mundo de la comunicación, surgen las primeras asociaciones de consumidores que demandaban esa Responsabilidad Social de los Medios al ser un servicio público.
Las asociaciones de consumidores se unen a la aparición de una nueva figura: el defensor del lector u ombudsmen. Este hecho es una consecuencia lógica de la unión de lectores en asociaciones, como un consumidor más, en este caso, de información.
Durante la década de los 80 hay una batalla constante de los medios: la exigencia al Gobierno de permitir las televisiones privadas. El 3 de mayo de 1988 se aprobó definitivamente la Ley de Televisiones Privadas y en 1990 empezaron a emitir con el objetivo de mejorar la calidad de los contenidos de los medios de comunicación. Este hecho reflejaba que hasta entonces la calidad de los medios, y más concretamente de TVE, era mala y criticada por los propios profesionales de la comunicación.
Con la aparición de las televisiones privadas, los profesionales de los medios y los ciudadanos entendían que éstas eran empresas a las que el Gobierno les daba una concesión de algo que pertenece a todos los españoles. Por eso se convierten así en un servicio público.
El objetivo de dotar a los medios de una calidad que no existía aún no se había conseguido. La ausencia de mecanismos de control o regulación, según los especialistas, es lo que ha dado lugar al deterioro del sector de la comunicación en España.
Hay pequeños ensayos de instaurar estos mecanismos de control pero a una escala muy pequeña, debido a la falta de tradición de autocontrol en el panorama español. Por ejemplo, el primer código deontológico en España es el de los periodistas especializados en economía. El segundo, de mayores dimensiones, es el del Colegio de Periodistas de Cataluña. El Código Deontológico del Colegio de Cataluña que surge en 1992 se convierte de inmediato en un documento de referencia. Poco después, en el 93, la FAPE propone su propio código que incluye cosas nuevas y reitera otras.
Estas herramientas, sin embargo, resultaron insuficientes porque no se incluyen puntos en los que se especifiquen sanciones para periodistas y empresas en el caso en el que no se cumpliesen. Esto se explica en el hecho de que son códigos voluntarios, es decir, se acoge a su regulación quien lo desee. Por lo tanto, no hay obligatoriedad.
Ante este vacío surge otra reflexión, de nuevo, en Cataluña. Un periodista incumple el código deontológico de su empresa y es sancionado por ésta. El periodista denuncia a su empresa por despido improcedente. Sin embargo, el Tribunal Superior de Justicia de Cataluña dio la razón a la empresa por incumplimiento del código deontológico por parte del periodista. Esta sentencia da lugar a una obligatoriedad jurídica del Código.
Dado que no se cumplió el objetivo inicial de mejorar la calidad de la comunicación, los autores coinciden en que se ha caído en la espectacularización y, por tanto, en el sensacionalismo y en el amarillismo, incluso en la prensa.

### 1989 – actualidad
La estructura de los medios de comunicación en España está definida por los grupos multimedia: prensa, cadenas de televisión, emisoras de radio, editoriales de libros, productoras de televisión y cine, etc., se empiezan a concentrar en grandes grupos en cualquier soporte.
La existencia de estos nos hace pensar en la acumulación de empresas bajo un mismo poder asociado a un poder político e ideológico determinado. Esto afecta directamente al contenido y a su calidad y se convierte en un peligro tremendo. Hay movimientos en los grupos multimedia que nos llevan a hablar de homogeneización de los contenidos, del discurso (televisiones distintas pero las mismas noticias con el mismo enfoque). Por tanto, se vuelve a atentar contra el objetivo de las televisiones privadas en sus inicios: más calidad en los contenidos, más puntos de vista, pluralidad, etc.
La contraprogramación es un nuevo fenómeno pero más importante aún es lo que se conoce como la tiranía de las audiencias: la ley del mercado que hace sucumbir a cualquier código deontológico.
La aparición de grandes grupos multimedia da lugar a una singular ley de competencia que no se da en ningún otro sector económico. Con libre competencia, la teoría predice que la calidad mejora y los precios tienden a la baja; sin embargo, esto no sucede en el mundo de la comunicación, incluso, cuando sabemos que los medios ejercen un servicio público. Por ejemplo, la mayor competencia en televisión no está derivando en una mayor calidad de contenidos.

## Algunos principios generales de los Códigos éticos y deontológicos españoles
Casi todas las regulaciones existentes en España recogen las normas que se aprenden en las facultades de Periodismo: el respeto a la verdad. Para ello, se debe perseguir la objetividad aunque se sepa inaccesible, contrastar los datos con todas las fuentes necesarias, diferenciar entre información y opinión, y enfrentar, cuando existan, las versiones diferentes sobre un hecho.
En la búsqueda de la objetividad, los periodistas se suelen enfrentar a todo tipo de presiones. Los profesionales españoles consideran que la mayor parte de estas presiones, en nuestro país, provienen de los poderes económicos, seguidas de las de las propias empresas y en menor medida del Gobierno de turno y de los anunciantes.
Si un periodista contempla cómo su medio o su director, en concreto, resisten una y otra vez a las presiones por parte de instituciones, partidos, empresas o particulares para influir en el contenido de sus informaciones, será él mismo más inasequible a las que reciba directamente, que otro que vea ceder a sus jefes con demasiada frecuencia.
En España existen alrededor de una docena de medios o colectivos profesionales que se han dotado de una regulación ética, articulada en forma más o menos concreta y plasmada en códigos entendidos como tales, en estatutos de redacción, convenios colectivos e incluso libros de estilo. La mayoría han surgido en la década de los noventa y en todos los casos, se trata de consideraciones éticas y deontológicas que afectan a grupos profesionales como -la Asociación de Periodistas de Información Económica, el Colegio de Periodistas de Cataluña, la Federación de Asociaciones de la Prensa de España (FAPE)-, o medios de gran difusión: El País, El Mundo, ABC, El Periódico de Catalunya, el grupo Correo, Europa Press, la COPE, RTVE.
La búsqueda de objetividad del periodista y el reconocimiento de la fuente de comunicación son realidades relacionadas en la comunicación periodística.
Uno de los factores a la hora de interpretar la situación periodística según J.M. Sabucedo y M. Rodríguez, es la confianza y profesionalidad de la fuente periodística. Dicha credibilidad por parte del periodista, marcará su profesionalidad para con los medios de comunicación. Esta característica en la fuente, viene determinada por dos factores fundamentales: la confianza y la experiencia, los cuales incrementan la eficacia del mensaje en aquellas áreas en las que la fuente se considera expertas. Por esta razón no es extraño que muchas comunicaciones en la vida social y política aparezcan avaladas por expertos. Los autores sostienen que algunos temas dejan poco lugar a la controversia, ya que el propio conocimiento de un profesional puede zanjar las dudas y la desinformación de los legos, sin embargo en determinadas circunstancias, entra dentro de la propia profesionalidad del periodista, delegar o conceder la condición de experto y competencia a aquellas personas que contemplan la información desde distintos puntos de vista.
Un factor a destacar es la concentración, de los medios de comunicación a nivel global y del periodista en el desarrollo de su actividad, en determinadas fuentes informativas. Dichas fuentes se acercarían a los puntos de vista más próximos al profesional periodista, en lugar de garantizar una diversidad informativa. Una de las consecuencias más claras de la concentración de un medio en pocas manos, es la asimilación por parte del potencial lector de este hecho, estableciendo los temas que se deben tratar y debatir.
Esta concentración puede ocasionar de igual modo que los propios periodistas asuman el papel de expertos. En este sentido, León establece que algunas estrategias de desinformación política acuden al recurso de las denominadas “citas en cadena”. Dichas citas consisten en un periodista inserta una noticia interesante pero calumniosa, reproducida después por otros medios afines o no, y sucesivamente nuevos soportes citan a los anteriores con lo cual, la cascada de citas en medios, percibidos como expertos, avalan “la verdad” de lo que originariamente no fue sino una calumnia.

## Colegiación
En la actualidad, el ejercicio de la profesión periodística en España no requiere la colegiación obligatoria, como señalábamos más arriba. No obstante, existe la iniciativa de promulgar un “Estatuto del periodista profesional” que fue presentado en el Congreso de los Diputados en el año 2004 y que aún se encuentra en tramitación. Este tiene por finalidad, según se reconoce en su exposición de motivos, la de servir al derecho de la ciudadanía a ser informada, garantizando la independencia de los informadores. En el artículo 2 de este Estatuto se entra de lleno en la polémica que venimos analizando: La condición de periodista se acredita mediante el correspondiente carné.
Entre las ventajas derivadas de un sistema de ejercicio de la profesión que pase por la colegiación obligatoria se menciona habitualmente, en primer lugar, la evitación del intrusismo. Las opiniones a favor de esta opción argumentan que garantiza la posesión por parte del profesional de los rudimentos técnicos y la formación necesaria para desarrollar su función en las mejores condiciones. El grado de consecución de este loable objetivo dependerá, en la práctica, de los términos en que se concrete la colegiación obligatoria. Así, cuando la colegiación se traduzca en un mero trámite al objeto de acreditar la obtención previa de un título universitario, como ocurre entre nosotros, por ejemplo, en lo que respecta al ejercicio profesional de la abogacía, esa garantía será menor que en los casos en que se obligue a la realización de un examen para demostrar que se dispone de un nivel formativo que cumple con unos estándares mínimos de calidad para el ejercicio de la actividad profesional. Esto sucede en otros sistemas (países anglosajones o, incluso, en otros más cercanos a nuestra tradición cultural y jurídica, Portugal) y siguiendo con el ejemplo de los abogados.
Pero también existen inconvenientes. Los detractores de la colegiación obligatoria suelen invocar el artículo 19 de la Declaración Universal de Derechos Humanos en que se manifiesta que “Todo individuo tiene derecho a la libertad de opinión y de expresión; este derecho incluye el de no ser molestado a causa de sus opiniones, el de investigar y recibir informaciones y opiniones, y el de difundirlas, sin limitación de fronteras, por cualquier medio de expresión”. Así, el Comité Mundial de Libertad de Prensa (WPFC),<!R0> que coordina a organismos de defensa de la libertad informativa en todo el mundo, resalta la importancia de la Declaración de Santiago de Chile, adoptada por la conferencia latinoamericana de la Unesco en el año 1994. La declaración proclama que “el acceso al periodismo y su práctica deben ser libres, y no limitados por medio alguno”. Se trata de una manifestación de decisiva importancia en Iberoamérica, donde la “colegiación obligatoria” de los periodistas es común en varios países, pese a que la Corte Interamericana de Derechos Humanos<!R1> la condenó en 1985. Dicho dictamen estableció de forma tajante que: la colegiación obligatoria de periodistas, en cuanto impida el acceso de cualquier persona al uso pleno de los medios de comunicación social como vehículo para expresarse o para transmitir información, es incompatible con el artículo 13 de la Convención Americana sobre Derechos Humanos.
Por otra parte, la necesidad del carné establecida en el proyecto de ley español arriba mencionado puede generar cierta resistencia entre los profesionales del sector por el posible parecido con el carné que requería la Asociación Española de la Prensa en la época franquista para poder trabajar.
En resumen, la cuestión es si este sistema de “numerus clausus” que permite controlar quién puede trabajar en los medios y quién no generará ventajas efectivas para los ciudadanos y se traducirá o no en un mayor nivel de exigencia, de competencia y de calidad en el desempeño del trabajo por parte de los profesionales.
Las leyes autonómicas sobre colegios profesionales
Ante la falta de normas estatales sobre colegios profesionales de periodistas, tres comunidades autónomas, Galicia, Cataluña y Aragón han dictado leyes sobre la materia. No imponen la colegiación como requisito para ejercer la profesión periodística.
1) Cataluña: la Ley catalana 22/1985, de 8 de noviembre, de creación del Colegio Profesional de Periodistas de Cataluña, es la primera norma dictada en España sobre colegios profesionales. La redacción originaria fue modificada por la Ley 1/1988 de 26 de febrero, que señala, que "el Colegio agrupa a todos los periodistas que lo solicitan" (antes únicamente agrupaba a los que ejercían su profesión en el territorio catalán).
El texto reconoce al Colegio Profesional de Periodistas de Cataluña, como "corporación de Derecho público".
Para formar parte del colegio, es requisito indispensable ser licenciado en periodismo u otro título universitario superior, debiendo acreditarse en este caso, dos años efectivos de prácticas periodísticas.
2) Galicia: el Parlamento de Galicia, aprobó la Ley 2/1999, de 24 de febrero, de creación del Colegio Profesional de Periodistas de Galicia.
Se trata de una iniciativa de diferentes asociaciones de representantes de los profesionales del periodismo gallego reunidas en el IV Congreso de Periodistas de Galicia (Santiago de Compostela, 1997).
Entre sus objetivos principales, se encuentra el autocontrol en el ejercicio profesional, la vertebración profesional y la defensa del derecho a la información y a la autoexigencia profesional.
El contenido de la Ley es muy similar al de la Ley catalana, pero en este caso, limita las posibilidades de acceder al colegio a los no titulados. El artículo 3, establece que podrá ser miembros quienes posean el título de licenciado en periodismo o en Imagen y Comunicación, acreditando en este último caso, que están realizando prácticas profesionales.
3) Aragón: la Asociación de la Prensa de Aragón celebró en junio de este mismo año, una Asamblea General Extraordinaria en la que aprobó por unanimidad la creación de un Colegio Profesional de Periodistas de Aragón pero sin renunciar a la Asociación.
El Colegio se dedicará a la defensa de la profesión, la vigilancia de los aspectos deontológicos y la representación de los periodistas en los ámbitos oficiales. Por su parte, la APA mantendría prácticamente las mismas competencias y atribuciones que en la actualidad, centradas en prestar servicios a sus asociados. La Ley de creación del Colegio Oficial de Periodistas de Aragón que, al tratase de una ley muy sencilla de artículo único, podría quedar a aprobada a comienzos del año 2008.
- Datos: Q5802810